# Névárština
Névárština (névársky नेपाल भाषा népálbhášá, také Newá bháj) je jazyk z tibetobarmské skupiny sinotibetských jazyků. Mluví jím hlavně 1,3 milionu Névárců, kteří obývají údolí Káthmándú v Nepálu. Kromě Nepálu se také používá v indickém státě Sikkim, kde je jedním z oficiálních jazyků. Má bohatou literární tradici a zapisuje se písmem Dévánágarí, předtím se používala různá místní písma odvozená od Bráhmí. Vzhledem k dlouhodobému kontaktu jazyk vykazuje podobnosti s jazyky indoevropskými.
Névárštinu nelze zaměňovat s indoevropským jazykem nepálštinou, která sama sebe nazývá नेपाली népálí nebo i népálí bhášá. Výraz Nepál původně označoval pouze údolí Káthmándú, kde se mluvilo névárštinou. Nepálština se dříve nazývala khas kurá nebo gurkhálí a mluvilo se jí v jiných oblastech dnešního Nepálu. Později se nepálština začala rychle šířit a vytlačovat původní névárštinu, a to i v samotném údolí Káthmándú. Například mezi lety 1952 a 1991 podíl populace v údolí Káthmándú hovořící névársky poklesl ze 74,95% na 43,93%. Jazyk je klasifikován jako ohrožený organizací UNESCO.

## Vzorový text

### Všeobecná deklarace lidských práv
| nevársky | सकलें मनूत स्वतन्त्र व ज्वलिज्वः आत्मसम्मान व वां दइकथं बुइ । इपिं स्वविवेक व सद्बुद्धि दयाः विवेकशील जुइ अले थवंथवय् दाजुकिजाकथं हनाबना याइ ।                                        |
| česky    | Všichni lidé se rodí svobodní a sobě rovní co do důstojnosti a práv. Jsou nadáni rozumem a svědomím a mají spolu jednat v duchu bratrství. |